# Roger Joseph Foys

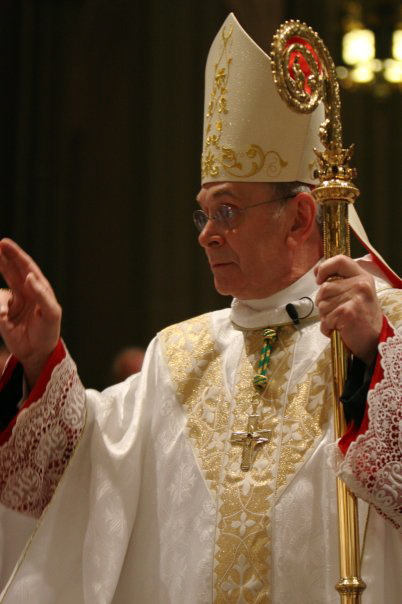
Bischof Roger Joseph Foys

Wappen von Bischof Roger Joseph Foys

Roger Joseph Foys (* 27. Juli 1945 in Chicago, USA) ist ein US-amerikanischer Geistlicher und emeritierter römisch-katholischer Bischof von Covington.

## Leben
Roger Joseph Foys empfing am 16. Mai 1973 das Sakrament der Priesterweihe für das Bistum Steubenville.
Am 31. Mai 2002 ernannte ihn Papst Johannes Paul II. zum Bischof von Covington. Der Erzbischof von Louisville, Thomas Cajetan Kelly OP, spendete ihm am 15. Juli desselben Jahres die Bischofsweihe; Mitkonsekratoren waren der emeritierte Bischof von Steubenville, Gilbert Ignatius Sheldon, und der Bischof von Baton Rouge, Robert William Muench.
Am 13. Juli 2021 nahm Papst Franziskus seinen altersbedingten Rücktritt an und ernannte John Iffert zu seinem Nachfolger.